# Necpalský potok
Necpalský potok – potok w grupie górskiej Wielka Fatra oraz w Kotlinie Turczańskiej na Słowacji. Długość ok. 18,5 km. Największy lewobrzeżny dopływ Bialskiego Potoku.
Źródła na wysokości ok. 1360 m n.p.m. na zachodnich zboczach szczytu Ploská w Wielkiej Fatrze. Na całym odcinku górskim (ok. 12 km) spływa Doliną Necpalską. Wielką Fatrę opuszcza przy pierwszych zabudowaniach wsi Necpaly, po czym płynie w kierunku północno-zachodnim i na południowy wschód od wsi Žabokreky na wysokości 447 m n.p.m. wpada do Bialskiego Potoku.

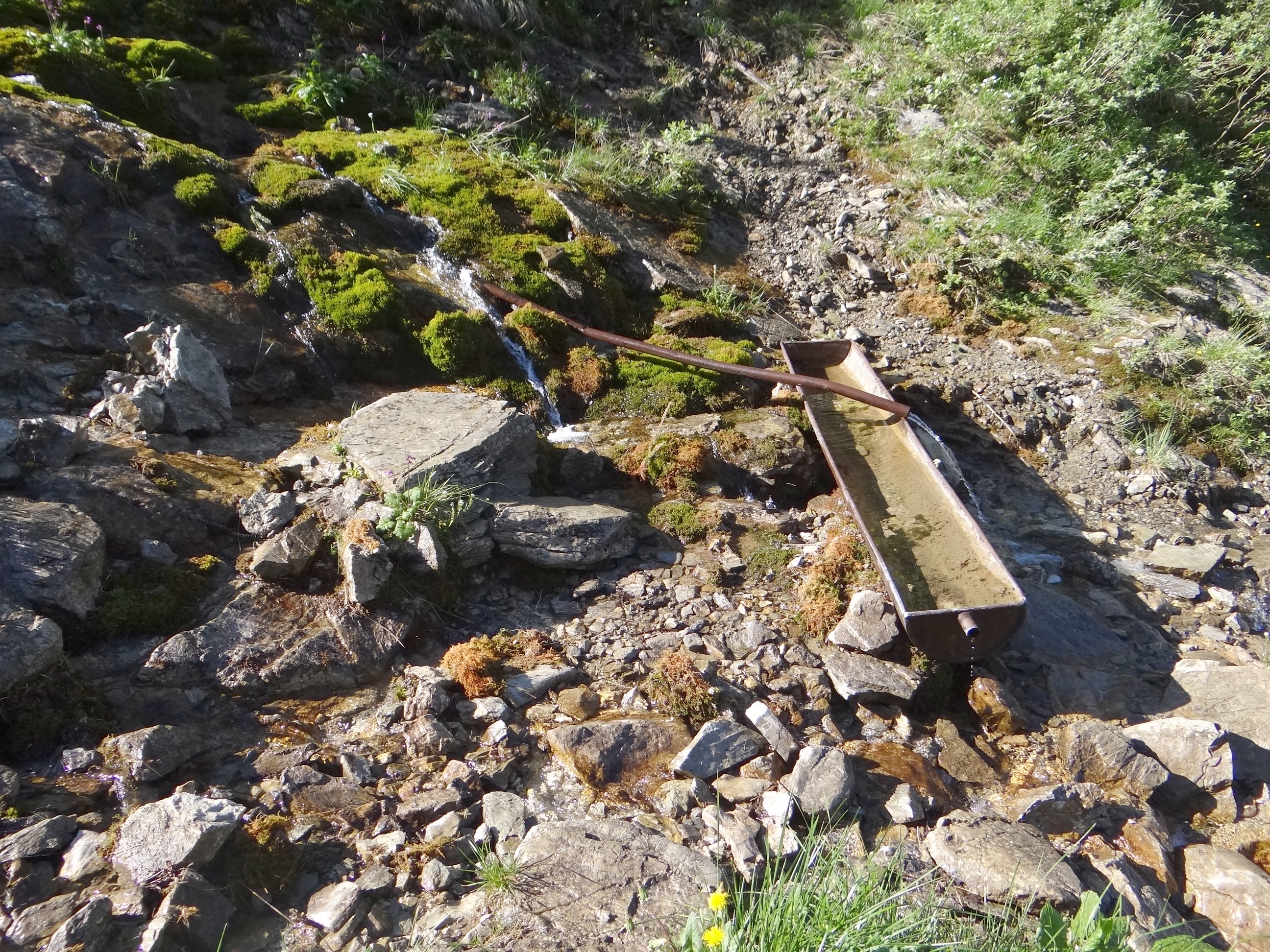
Źródła potoku
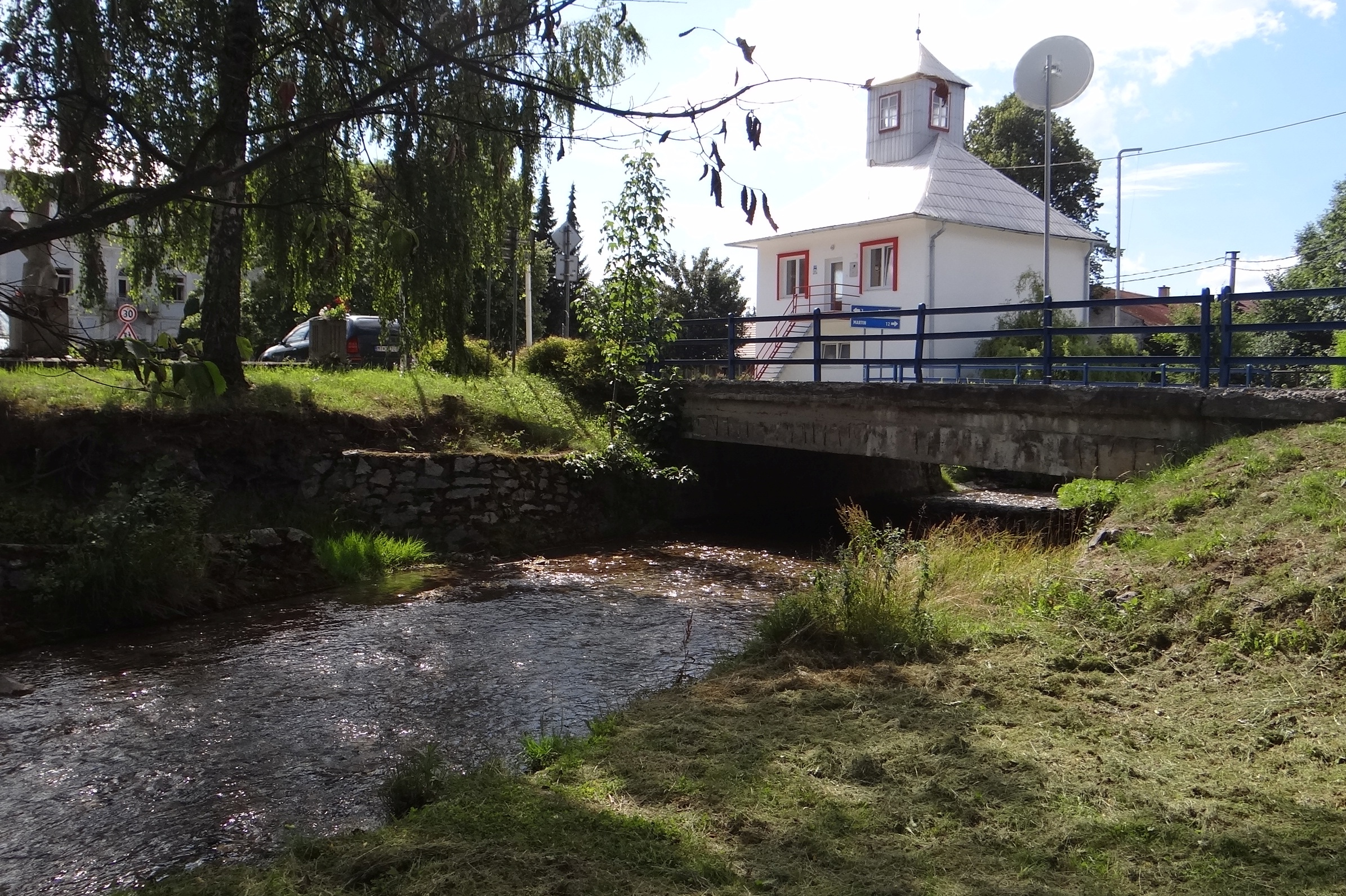
Potok w Necpalach